# کادیلاک سری ۶۰

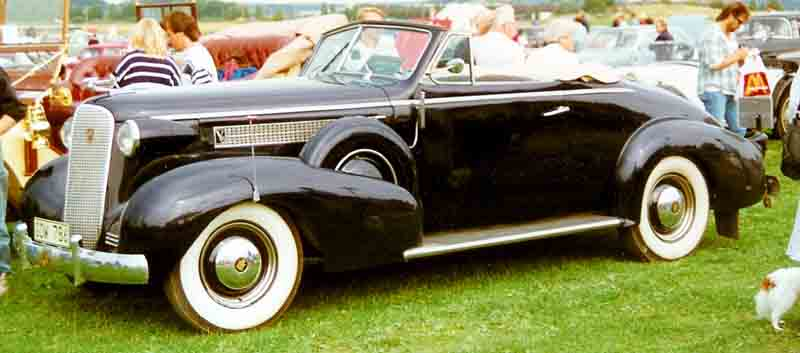
کادیلاک کروکی کوپه، مدل ۱۹۳۷

کادیلاک سری ۶۰ (به انگلیسی: Cadillac Series 60) یک سری خودرو است که در سال‌های ۱۹۳۶ تا ۱۹۳۸ تولید شده است. طراحی آن خودروهای موتور جلو-محور عقب بوده است.

## نگارخانه

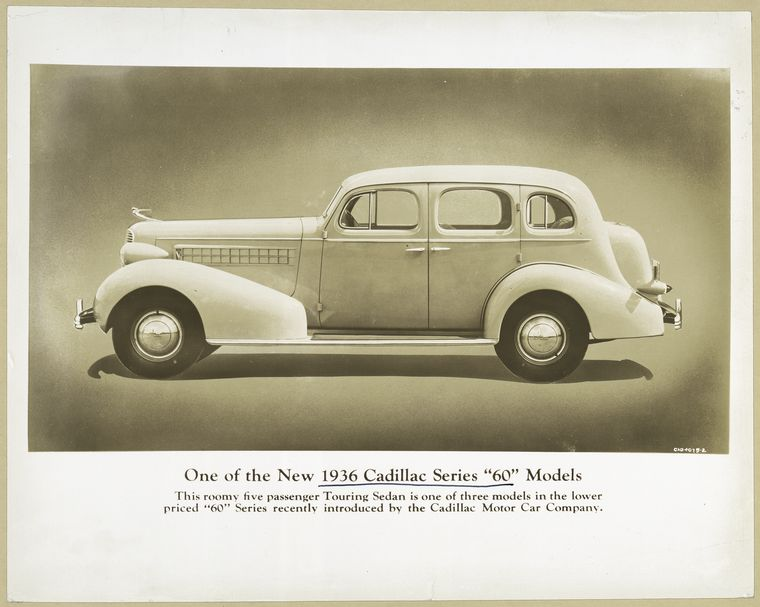
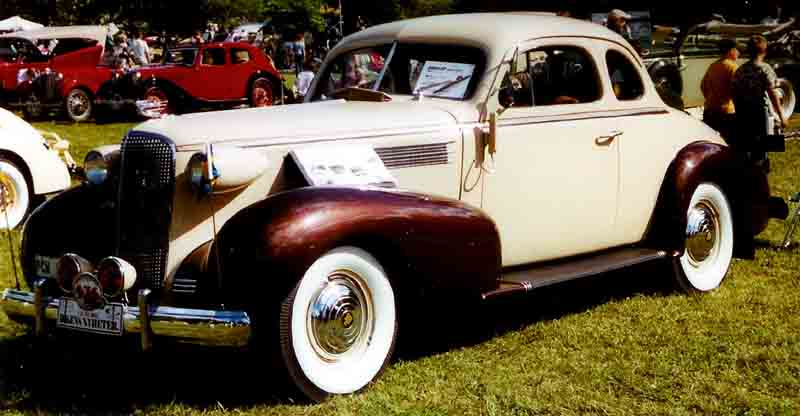
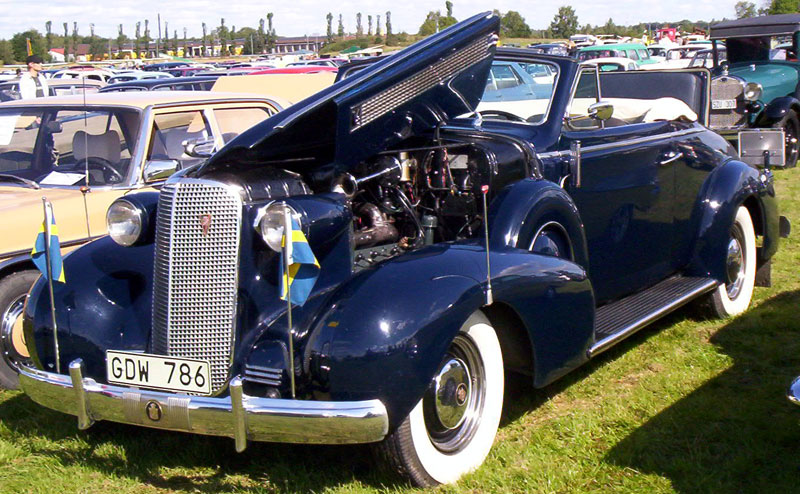
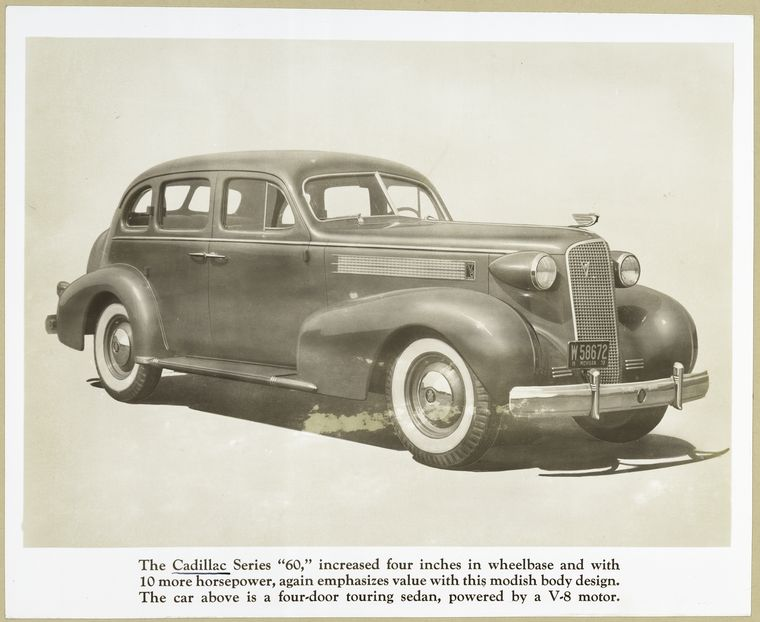
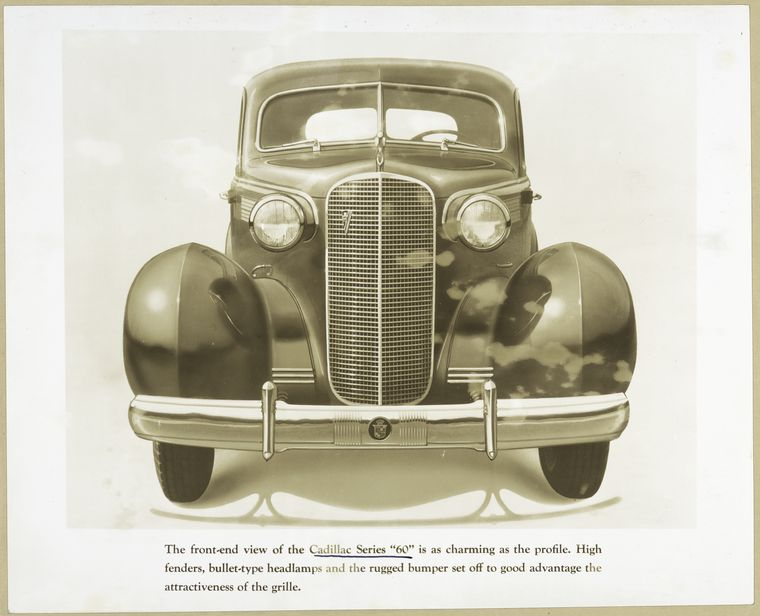